# Stagno di Molentargius e territori limitrofi
Stagno di Molentargius e territori limitrofi este o arie protejată (arie specială de conservare — SAC, sit de importanță comunitară — SCI) din Italia întinsă pe o suprafață de 1.275 ha, integral pe uscat.

## Localizare
Centrul sitului Stagno di Molentargius e territori limitrofi este situat la coordonatele 39°13′09″N 9°10′38″E / 39.219167°N 9.177222°E.

## Înființare
Situl Stagno di Molentargius e territori limitrofi a fost declarat sit de importanță comunitară în septembrie 1995 pentru a proteja 2 specii de plante și 49 de specii de animale. Situl a fost protejat și ca arie specială de conservare în aprilie 2017.

## Biodiversitate
Situată în ecoregiunea mediteraneană, aria protejată conține 11 habitate naturale: Lacuri eutrofice naturale cu vegetație de tip Magnopotamion sau Hydrocharition, Lagune de coastă, Pășuni mediteraneene udate de apa mării (Juncetalia maritimi), Tufărișuri termo-mediteraneene și de pre-deșert, Pseudostepă cu ierburi și specii anuale de Thero-Brachypodietea, Salicornia și alte specii anuale care populează regiunile mlăștinoase și nisipoase, Dune mobile cu vegetație embrionară, Stepe sărăturate mediteraneene (Limonietalia), Tufărișuri halo-nitrofile (Pegano-Salsoletea), Tufărișuri halofile mediteraneene și termo-atlantice (Sarcocornetea fruticosi), Păduri de pin mediteraneene cu pini mezogeni endemici.
La baza desemnării sitului se află mai multe specii protejate:
- plante (2): Linaria flava, Petalophyllum ralfsii
- păsări (45): privighetoare-de-baltă (Acrocephalus melanopogon), pescăruș albastru (Alcedo atthis), rață mare (Anas platyrhynchos), egretă mare (Ardea alba), stârc roșu (Ardea purpurea), stârc galben (Ardeola ralloides), ciuf de câmp (Asio flammeus), rață-cu-cap-castaniu (Aythya ferina), rață roșie (Aythya nyroca), buhai de baltă (Botaurus stellaris), Bubulcus ibis, bătăuș (Calidris pugnax), prundăraș de sărătură (Charadrius alexandrinus),  prundaș gulerat mic (Charadrius dubius), chirichița cu obraz alb (Chlidonias hybrida), chirighiță neagră (Chlidonias niger), erete de stuf (Circus aeruginosus), gușă vânătă (Cyanecula svecica), egretă mică (Egretta garzetta), șoim călător (Falco peregrinus), lișiță (Fulica atra), găinușă de baltă (Gallinula chloropus), pescăriță râzătoare (Gelochelidon nilotica), piciorong (Himantopus himantopus), stârc pitic (Ixobrychus minutus), Larus audouinii, pescăruș argintiu (Larus cachinnans), Larus genei, rață pestriță (Mareca strepera), stârc de noapte (Nycticorax nycticorax), vultur pescar (Pandion haliaetus), Phoenicopterus ruber, lopătar (Platalea leucorodia), țigănuș (Plegadis falcinellus), corcodel mare (Podiceps cristatus), Porphyrio porphyrio porphyrio, ciocântors (Recurvirostra avosetta), Spatula clypeata, chiră de baltă (Sterna hirundo), chiră mică (Sternula albifrons), Sylvia sarda, silvie de tufiș (Sylvia undata), corcodel mic (Tachybaptus ruficollis), călifar alb (Tadorna tadorna), chiră de mare (Thalasseus sandvicensis)
- pești (1): Aphanius fasciatus
- reptile (3): țestoasa de baltă (Emys orbicularis), Testudo graeca, țestoasă bănățeană (Testudo hermanni)

Pe lângă speciile protejate, pe teritoriul sitului au mai fost identificate 3 specii de plante, 93 de specii de păsări, 2 specii de amfibieni, 7 specii de reptile.